# Konstantinos Chatzopulos
Konstantinos Chatzopulos (griechisch Κωσταντίνος Χατζόπουλος; * 1. September 1868 in Agrinio; † 20. Juli 1920 in Brindisi) war ein griechischer Schriftsteller.
Einen neuen Impuls gab der neugriechischen Prosa der 1917 erschienene Roman Fthinoporo (Herbst) von Konstantinos Chatzopulos. In ihm knüpft der Autor an die symbolistische Grundhaltung seiner frühen Lyrik an. Eine suggestive poetische Atmosphäre drängt hier die soziale Thematik in den Hintergrund – es stellt sich heraus, dass beide Aspekte nur schwer zu vereinbaren sind.
Obwohl Deutschland nicht zum Schauplatz seiner Dichtung geworden ist, hat Chatzopulos den literarisch produktivsten Teil seines Lebens in Deutschland verbracht. Hier nahm er Einflüsse auf, die für sein gesamtes späteres Werk prägend werden sollten und zugleich dessen Spannungsfeld beschreiben: Chatzopulos schwankte zeit seines literarischen Schaffens zwischen subtiler Lyrik und sozialkritischer Prosa, zwischen Symbolismus und Sozialismus.
Konstantinos Chatzopulos hüllt melancholische Tristesse und krankhaftes Schweigen, aber auch romantische Liebe in einen farbenfrohen Dunstschleier. Was bleibt, sind trügerische Vexierbilder in herbstlichem Küstennebel.
Trotz aller Annäherung wird der Roman dem Prädikat poésie pure nicht gerecht. Der Autor riskiert einen Blick aus dem Elfenbeinturm und kultiviert Sozialkritik in Spurenelementen – freilich ohne dramatische gesellschaftliche Konflikte zu beschreiben. So schildert er, bisweilen mit verhaltener Ironie, die statische Langeweile einer kleinstädtischen Oberschicht, erkennbar geprägt durch die Zeitumstände und die sogenannte griechische Seele.